# Riwal
Riwal Holding Group bv ist ein internationales Unternehmen auf dem Gebiet der Höhenzugangstechnik mit Hauptsitz im niederländischen Dordrecht. Es ist seit 2024 im Besitz von Boels Rental.
International beschäftigt das Unternehmen etwa 1400 Mitarbeiter an in 14 Ländern. Es vermietet und verkauft Maschinen der Höhenzugangstechnik. Zudem vertreibt es Ersatzteile und überholte Maschinen. Der Mietpark umfasst weltweit etwa 20.000 Maschinen. Das Unternehmen ist offizieller Importeur und Händler für JLG Industries.

## Geschichte
Dick Schalekamp begann 1968 mit der Vermietung von Kränen bei der Firma Richards & Wallington Cranes. Zehn Jahre später war die Firma der erste Anbieter von Höhenzugangstechnik auf dem niederländischen Markt. Im Jahr 1988 wurde die Vermietung von Hubarbeitsbühnen unter dem Namen Riwal Lift aufgenommen. Ein Jahr später übergab Schalekamp das Unternehmen an seine Söhne. Seit 1995 ist Riwal offizieller Händler des Herstellers von Arbeitsbühnen JLG Industries. Zum 30. Jahrestag der Unternehmensgründung wurden die verschiedenen Bereiche des Unternehmens unter dem Namen Riwal vereint.
Im Jahr 2001 erweiterte das Unternehmen seinen Wirkungsbereich außerhalb der nationalen Grenzen durch die Schaffung von Riwal Dänemark. Im Jahr 2005 expandierte Riwal nach Slowenien, 2001 nach Frankreich, Norwegen und in die Vereinigten Arabischen Emirate. Darauf folgten Expansionen nach Kroatien, Kasachstan und Brasilien.
Im Jahr 2008 wurde 123 Lift in Frankreich und Grupo Clem in Spanien akquiriert. Ein Jahr später eröffnete Riwal im Vereinigten Königreich und Katar, ein Jahr darauf in Deutschland und Indien und akquirierte Instant Holland. Im Jahr 2011 erfolgte die Akquisition von BMS in Dänemark sowie JPB Matériel in Frankreich und die Eröffnung von Riwal Schweden. Im Jahr 2013 akquirierte Riwal von Sarens das Höhenzugangsgeschäft in Belgien. Seit diesem Jahr ist die Riwal Group vollständiger Teil des niederländischen Investmentunternehmens ProDelta.
Zwischen 2013 und 2022 war Riwal Eigentümer der Radsportmannschaft Riwal Cycling Team und ist derzeit Namenssponsor des Stadions vom FC Dordrecht, dem Riwal Hoogwerkers Stadion.
Riwal ist weiterhin Eigentümer der Manlift Group, unter dessen Marke in den Emiraten, Katar und Indien agiert wird.
Etwa 70 % des Umsatzes wird in Europa erzeugt.
Im Oktober 2018 verließ CEO Norty Turner das Unternehmen. Im Juli 2019 übernahm der vorherige COO Pedro Torres die Position des Chief Executive Officers.
Im Juni 2024 wurde die Riwal Holding Group bv von Boels Rental übernommen.

## Standorte
Riwal ist mit Niederlassungen in 14 Ländern vertreten. Weitere Länder werden durch Partner abgedeckt. Die Unternehmenszentrale befindet sich in Dordrecht bei Rotterdam in den Niederlanden.

### Deutschland
In Deutschland hat das Unternehmen sieben Niederlassungen sowie eine Firmenzentrale. Im Jahr 2010 gründete die Riwal Deutschland GmbH die erste Niederlassung in Dortmund. Anschließend folgten Niederlassungen in Bingen am Rhein und Ingersheim. Die Hauptmärkte in Deutschland waren die Branchen Bau, Industrie, Instandhaltung, Logistik und Lager. Das Unternehmen vermietet und verkauft Hubarbeitsbühnen wie Teleskopbühnen, Gelenkteleskope, Scherenbühnen sowie Teleskoplader. Seit Mai 2014 ist Riwal Deutschland zertifiziertes International Powered Access Federation (IPAF)-Schulungszentrum.
Im April 2017 gab Riwal die Übernahme des in Deutschland mit neun Niederlassungen tätigen Arbeitsbühnenvermieters AFI bekannt.
Anfang 2018 fusionierten Riwal Deutschland und AFI zur Riwal Arbeitsbühnenvermietung GmbH. Im Herbst desselben Jahres wurde die in Hanau ansässige Adam GmbH übernommen. Zum 1. September 2019 gingen beide Unternehmen in der Riwal Deutschland GmbH auf.